# Earnin
Earnin — финансовая компания, которая предоставляет доступ к заработной плате. Приложение было запущено в мае 2014 года, изначально имело название Activehours. Бизнес-модель компании — пользователи платят добровольные «чаевые» для досрочного снятия заработной платы. В 2019 году компания расширила свои услуги, включив в них переговоры с врачами и больницами о снижении медицинских счетов своих пользователей.. В 2020 году Earnin приобрела и внедрила новую функцию сбережений — Tip Yourself.

## История
Компания была основана Рамом Паланиаппаном в 2013 году.
В 2014 году компания привлекла 4,1 миллиона долларов. В то время некоторые сомневались в жизнеспособности этой бизнес-модели, поскольку чаевые были добровольными. Компания сотрудничала с Uber и Sears, чтобы позволить водителям обналичивать деньги после смены.
К 2017 году компания привлекла финансирование в размере 65 миллионов долларов. А в декабре 2018 года он привлек дополнительно 125 миллионов долларов.
В ноябре 2017 года проект был переименован с «Activehours» на «Earnin».
В апреле 2019 года Департамент финансовых услуг штата Нью-Йорк расследовал, не нарушает ли система «чаевых» компании законы штата Нью-Йорк о кредитовании, регулирующие кредитование до зарплаты. В статье в New York Post говорится, что участники, которые не оставляют чаевые, могут иметь ограниченный месячный максимум, что может привести к срабатыванию законов о раскрытии процентной ставки. Штат Нью-Йорк затребовал у компании информацию, в том числе расчёт годовых процентных ставок, если чаевые измерялись комиссионными или процентами. В 2019 году также поступали жалобы потребителей на сбои, иногда приводившие к задержкам перевода средств.
В мае 2019 года компания начала предлагать своим пользователям услугу по ведению переговоров о сокращении неоплаченных счетов врача или больницы. Компания также решила вести переговоры о рассрочке платежа по неоплаченным медицинским счетам, если это возможно. Услуга предоставляется бесплатно, и участники могут добровольно оставлять чаевые за хорошее обслуживание.
В 2019 году Earnin приобрела чикагскую компанию Tip Yourself. В мае 2020 года Earnin интегрировала сервис в собственное приложение. Tip Yourself — это инструмент, который предоставляет участникам «баночки для чаевых» для себя. Инструмент помогает копить на конкретные цели, например, путешествие, ремонт или на «черный день».
В апреле 2020 года, во время пандемии COVID-19, компания создала новую функцию, предоставляющую работникам доступ к их заработанной заработной плате во время удаленной работы.
В январе 2023 года компания провела ребрендинг с Earnin на EarnIn. Этот ребрендинг включал не только изменение названия, но и полное обновление дизайна и пользовательского интерфейса, переосмысливая то, чем EarnIn может быть для своих клиентов.